# Tetris (Atari Games)
Tetris (estilizado como TETЯIS) es un juego de ingenio desarrollado por Atari Games y lanzado originalmente para salas de juego (arcades) en 1988. Basado en el Tetris de Alekséi Pázhitnov, la versión de Atari Games presenta la misma jugabilidad que las ediciones para ordenador del juego, ya que los jugadores deben apilar bloques que caen de diferentes formas para formar y eliminar líneas horizontales del campo de juego. El juego presenta varios niveles de dificultad y juego simultáneo para dos jugadores.
En 1989, Atari Games lanzó una versión de su juego arcade bajo su marca Tengen para la consola Nintendo Entertainment System, a pesar de no tener licencia de Nintendo para la consola. También hubo problemas con los derechos de publicación de Tetris y, tras muchas disputas legales, la propia Nintendo acabó obteniendo los derechos de publicación de las versiones para consola, dejando a Atari solo con los derechos de las versiones arcade. Como resultado, el juego de Tengen solo estuvo en las estanterías durante cuatro semanas antes de que Atari se viera legalmente obligada a retirarlo del mercado y destruir cualquier inventario restante de su versión para NES.
Nintendo produjo su propia versión para la NES, así como una versión para la Game Boy. Ambas versiones tuvieron éxito comercial y Nintendo mantuvo la licencia de Tetris durante muchos años. Con menos de 100 000 copias conocidas, la versión de Tengen se ha convertido desde entonces en un objeto de coleccionista, debido a su corto tiempo en el mercado. Desde entonces, varias publicaciones han señalado que el Tetris de Tengen era, en cierto modo, superior a la versión oficial de NES, sobre todo porque el juego de Tengen contaba con un modo simultáneo para dos jugadores que no estaba disponible en la versión de Nintendo.

## Desarrollo e historia
En 1987, el investigador de la Academia de Ciencias de la Unión Soviética Alekséi Pázhitnov (que inventó el juego original en 1984-85), junto con Dmitry Pavlovsky y Vadim Gerasimov, desarrollaron una nueva versión de Tetris con el deseo de crear un juego de rompecabezas para dos jugadores. Robert Stein, ejecutivo de Andromeda Software, ofreció a Pázhitnov distribuir Tetris en todo el mundo y obtuvo los derechos para licenciar el título. A su vez, sublicenció los derechos a Mirrorsoft para el mercado europeo y a Spectrum HoloByte para el mercado norteamericano. Después de ver el juego en un Atari ST, el programador Ed Logg solicitó a Atari Games la licencia para una versión arcade y se puso en contacto con Stein. Con los derechos asegurados, Atari Games produjo una versión arcade de Tetris y, a través de su filial Tengen, comenzó el desarrollo para portar el título a la Nintendo Entertainment System (NES) en junio de 1988. El port se lanzó en mayo de 1989.
Mirrorsoft sublicenció posteriormente los derechos a Henk Rogers, de Bullet-Proof Software, para distribuir Tetris en Japón. Casi al mismo tiempo, Bullet-Proof Software le pidió a Nintendo la posibilidad de desarrollar una versión de Tetris para Game Boy, y Rogers viajó a Moscú para obtener permiso para distribuir Tetris con Game Boy. Sin embargo, como Stein había obtenido los derechos directamente de Pázhitnov y no de las autoridades soviéticas, su Ministerio de Exportación de Software y Hardware declaró que los derechos de la consola de Tetris no se habían concedido a nadie y que Atari Games solo había obtenido los derechos para producir juegos de arcade con la propiedad. En abril de 1989, Tengen, que previamente había presentado una demanda antimonopolio contra Nintendo, demandó de nuevo a Nintendo reclamando derechos para distribuir Tetris en la NES, y Nintendo presentó una contrademanda alegando infracción de marca registrada. En junio de 1989, un mes después del lanzamiento del Tetris de Tengen, el juez Fern Smith del Tribunal de Distrito de EE. UU. emitió una orden judicial que prohibía a Tengen seguir distribuyendo el juego y ordenó además que se destruyeran todas las copias existentes del juego. Como resultado, se retiraron y destruyeron 268 000 cartuchos de Tetris después de solo cuatro semanas en las estanterías.
La ilustración que aparecía en la portada de Tengen era una pintura con aerógrafo del conocido ilustrador Marc Ericksen que mostraba la catedral de San Basilio en la Plaza Roja de Moscú y que presentaba en su base un diseño de piedras cayendo que hacía referencia a la mecánica del juego. Atari utilizó la misma ilustración para anunciar el nuevo lanzamiento, añadiendo un motivo de fuegos artificiales que no formaba parte de la ilustración original.
En una entrevista, Ed Logg señala que la versión de Tetris de Tengen se creó completamente desde cero, sin utilizar código fuente ni material del juego original. Después de presentar el título en el Consumer Electronics Show de Las Vegas, el presidente de Tengen, Randy Broweleit, solicitó mejoras en el juego. Originalmente diseñado en blanco y negro, Broweleit solicitó que las piezas se diseñaran en color, y Logg modificó el juego en consecuencia antes de la siguiente Feria de Electrónica de Consumo. Cuando se le preguntó qué versión de Tetris le gustaba más, Logg declaró que la versión de Tetris de Nintendo para NES «no estaba bien ajustada», citando la falta de ajuste logarítmico de la velocidad como la causa de los excesivos aumentos de dificultad de esa versión.

## Recepción
Aproximadamente 100 000 copias del juego se habían vendido antes de que el tribunal ordenara a Tengen que cesara la distribución del juego y destruyera todas las copias restantes y desde entonces el juego se ha convertido en un objeto de coleccionista. El juego ha sido considerado superior al propio lanzamiento de Nintendo para la NES, y 1UP.com señaló su retirada como una pérdida para los jugadores, citando su jugabilidad y el modo para dos jugadores, pero en otro artículo, señalaron que si no hubiera sido por la publicidad que rodeó al juego durante el juicio, el Tetris de Tengen habría sido olvidado. GamesRadar expresó opiniones similares, alabando la versión de Tengen y señalando que la versión de Tetris para Game Boy también era superior a la versión de Nintendo para NES con licencia. IGN situó la versión de Tengen en el puesto 48 de su lista de los 100 mejores juegos de NES, destacando su superioridad frente a la versión oficial de Nintendo, que no entró en la lista.